# Lori de ventre morat
El lori de ventre morat (Lorius hypoinochrous) és una espècie d'ocell de la família dels psitàcids que habita zones amb arbres, incloent ciutats, del sud-est de Nova Guinea, Arxipèlags de Louisiade, Bismarck, D'Entrecasteaux i Trobriand.